# Richard Dutruel
Richard Dutruel  est un footballeur international français né le 24 décembre 1972 à Thonon-les-Bains (Haute-Savoie) . Il évoluait au poste de gardien de but.

## Biographie
Il commence le football à l'âge de 6 ans dans le club du CS Thonon alors en Division 2.
Après avoir été sélectionné en équipe de Haute-Savoie puis en équipe régionale, il est repéré et fait des essais dans plusieurs centres de formations de clubs professionnels. Il choisit alors de rejoindre le PSG après un passage à l'INF Clairefontaine. Le 14 septembre 1995, il dispute son premier match européen à l'Ullevaal Stadion face à Molde. Il encaisse notamment un but de Solskjær, mais le PSG l'emporte (2-3) et gagnera la compétition en mai.
Doublure de Bernard Lama au Paris Saint-Germain, il devient titulaire dans le club du Stade Malherbe de Caen.
C'est en s'exilant en Espagne qu'il obtient enfin la reconnaissance de son talent. Pendant quatre saisons au Celta Vigo, il multiplie les parades spectaculaires et les sorties autoritaires, et s'affirme comme l'un des meilleurs gardiens de but de la Liga. Parti de France dans l'indifférence générale, Dutruel recommence à faire parler de lui dans l'Hexagone où son nom est de plus en plus régulièrement cité lorsqu'il s'agit de l'équipe de France, mais sans trouver d'écho auprès du sélectionneur. 
En 2000, Dutruel connaît une double consécration. Non seulement le prestigieux FC Barcelone décide de s'attacher ses services et d'en faire son gardien de but titulaire, mais en plus il est enfin appelé chez les Bleus par Roger Lemerre à l'occasion d'un match amical contre le Cameroun à l'automne 2000 (Troisième gardien sur la feuille de match : Fabien Barthez s'était blessé pendant l'entraînement. Remplaçant, Dutruel entre en jeu lors de la seconde mi-temps pour suppléer Lionel Letizi lui aussi blessé). Il fait un superbe arrêt dès son entrée en jeu mais n'est plus jamais rappelé en Équipe de France A.
Malheureusement pour Dutruel, cet état de grâce ne dure pas. Après quelques mois brillants à Barcelone où il confirme ses prestations du Celta Vigo, il perd la confiance de son entraîneur et se retrouve relégué sur le banc de touche. Il rejoint les rangs d'Alavés, avant d'effectuer son retour en France, au Racing Club de Strasbourg. Souffrant d'une grave blessure au dos qui le tient éloigné des terrains pendant près d'un an, Dutruel met un terme à sa carrière en 2005.
Il a été élu, en mars 2008, conseiller municipal à Publier, en Haute-Savoie, et passe ses diplômes d'entraîneurs.
Le 27 mai 2010, il est nommé directeur général délégué d'Évian Thonon Gaillard FC. Il démissionne de ce poste, pour raisons personnelles, le 16 juin 2011, en ayant remporté le championnat de Ligue 2 au côté du club.

## Statistiques

### Générales
| Saison                | Club                  | Championnat           | Championnat | Championnat | Coupe nationale | Coupe nationale | Coupe de la Ligue | Coupe de la Ligue | Compétition(s) continentale(s) | Compétition(s) continentale(s) | Compétition(s) continentale(s) | France | France | Total | Total |
| Saison                | Club                  | Division              | M.          | B.          | M.              | B.              | M.                | B.                | Comp.                          | M.                             | B.                             | M.     | B.     | M.    | B.    |
| 1991-1992             | Paris SG              | Division 1            | 4           | 0           | -               | -               | -                 | -                 | -                              | -                              | -                              | -      | -      | 4     | 0     |
| 1992-1993             | Paris SG              | Division 1            | 0           | 0           | -               | -               | -                 | -                 | -                              | -                              | -                              | -      | -      | 0     | 0     |
| 1993-1994             | SM Caen               | Division 1            | 31          | 0           | -               | -               | -                 | -                 | -                              | -                              | -                              | -      | -      | 31    | 0     |
| 1994-1995             | SM Caen               | Division 1            | 38          | 0           | -               | -               | 2                 | 0                 | -                              | -                              | -                              | -      | -      | 40    | 0     |
| 1995-1996             | Paris SG              | Division 1            | 6           | 0           | 1               | 0               | 1                 | 0                 | C2                             | 2                              | 0                              | -      | -      | 10    | 0     |
| 1996-1997             | Celta Vigo            | Liga                  | 36          | 0           | -               | -               | -                 | -                 | -                              | -                              | -                              | -      | -      | 36    | 0     |
| 1997-1998             | Celta Vigo            | Liga                  | 36          | 0           | -               | -               | -                 | -                 | -                              | -                              | -                              | -      | -      | 36    | 0     |
| 1998-1999             | Celta Vigo            | Liga                  | 37          | 0           | -               | -               | -                 | -                 | C3                             | 8                              | 0                              | -      | -      | 45    | 0     |
| 1999-2000             | Celta Vigo            | Liga                  | 19          | 0           | -               | -               | -                 | -                 | C3                             | 3                              | 0                              | -      | -      | 22    | 0     |
| 2000-2001             | FC Barcelone          | Liga                  | 15          | 0           | 1               | 0               | -                 | -                 | C1+C3                          | 5+1                            | 0+0                            | 1      | 0      | 23    | 0     |
| 2001-2002             | FC Barcelone          | Liga                  | 0           | 0           | -               | -               | -                 | -                 | -                              | -                              | -                              | -      | -      | 0     | 0     |
| 2002-2003             | Deportivo Alavés      | Liga                  | 33          | 0           | 4               | 0               | -                 | -                 | C3                             | 4                              | 0                              | -      | -      | 41    | 0     |
| 2003-2004             | RC Strasbourg         | Ligue 1               | 24          | 0           | 1               | 0               | -                 | -                 | -                              | -                              | -                              | -      | -      | 25    | 0     |
| 2004-2005             | RC Strasbourg         | Ligue 1               | 0           | 0           | -               | -               | -                 | -                 | -                              | -                              | -                              | -      | -      | 0     | 0     |
| Total sur la carrière | Total sur la carrière | Total sur la carrière | 279         | 0           | 7               | 0               | 3                 | 0                 | -                              | 23                             | 0                              | 1      | 0      | 313   | 0     |

### Matchs internationaux
| # | Date           | Lieu                                 | Adversaire | Résultat | Compétition  | Notes                                                     |
| - | -------------- | ------------------------------------ | ---------- | -------- | ------------ | --------------------------------------------------------- |
| 1 | 4 octobre 2000 | Stade de France, Saint-Denis, France | Cameroun   | 1 - 1    | Match amical | Entre en jeu à la place de Lionel Letizi à la 57e minute. |

## Palmarès

### En Clubs
- avec le Paris SG
  - Vainqueur de la Coupe d'Europe des Vainqueurs de Coupe en 1996
  - Champion de France cadets en 1990 avec le Paris SG
  - Vainqueur de la Coupe Gambardella en 1991

- avec le Racing Club de Strasbourg Alsace
  - Vainqueur de la Coupe de la Ligue en 2005

- autres titres mineurs
  - Vainqueur du Trophée Real Balompédica Linense en 2000 FC Barcelone

### En équipe de France
- 1 sélection le 4 octobre 2000 (contre le Cameroun)
- 3e du Festival international espoirs en 1992
- Médaillé de bronze aux Jeux méditerranéens en 1993

### Distinction individuelle
- Élu meilleur gardien du championnat d'Espagne en 1998